# Juan Queraltó
Juan Enrique Ramón Queraltó (1912—1987) fue un dirigente político fascista argentino. Fue el fundador y líder (entre 1937 y 1953, y nuevamente entre 1973 y 1976), del partido fascista Alianza Libertadora Nacionalista.

## Biografía
Juan Queraltó nació el 17 de febrero de 1912, hijo de un comerciante español importador de juguetes. Antiyrigoyenista durante su juventud, fue expulsado del colegio secundario en 1929. Cuando se produjo el golpe militar de Uriburu en septiembre de 1930 fue parte de los civiles que se movilizaron en apoyo al mismo.
Hacia fines de 1934 se integró a la organización nacionalista Legión Cívica Argentina y desde allí creó el 27 de junio de 1935 la Unión Nacionalista de Estudiantes Secundarios (UNES) como rama juvenil. Desde 1936 y hasta 1941 trabajó en un matadero dedicado a tareas administrativas pero sin descuidar su militancia nacionalista.
En 1937 fundó la Alianza de la Juventud Nacionalista (AJN) destinada a reagrupar y reorganizar la juventud nacionalista argentina, antes reunida en la UNES. La AJN se desarrolló rápidamente y resultó en pocos meses la principal organización nacionalista de juventud en Argentina, hasta la caída de Juan Domingo Perón en 1955. No obstante, en 1943, el movimiento, del cual Queraltó había asumido la presidencia desde su fundación, cambió su nombre a Alianza Libertadora Nacionalista (ALN).
El 26 de enero de 1944, durante la Segunda Guerra Mundial, el gobierno argentino de entonces anunció la ruptura de relaciones con la Alemania nazi y Japón, tras lo cual la ALN lanzó un manifiesto con la firma de Queraltó y Alberto Bernaudo e impreso en 500 volantes, donde rechazaban "la traición" del presidente Farrell a quienes deseaban mantener la neutralidad, pues consideraban que la guerra era un conflicto del hemisferio norte y de las superpotencias. La respuesta del gobierno consistió en la detención de cientos de aliancistas, incluyendo a Queraltó, quienes fueron sometidos a vejámenes y golpes por la policía. Queraltó mismo fue torturado y recluido en Río Gallegos por cinco meses. Luego de liberado volvió a ser detenido junto con la plana mayor de la ALN en septiembre de 1945 por oponerse a la declaración de Guerra contra el Eje, para ser liberado meses después.
En 1953, Queraltó fue desplazado de la presidencia de la ALN por Guillermo Patricio Kelly y como consecuencia de un golpe de Estado interno, en circunstancias no del todo claras. Queraltó tuvo que exiliarse en Paraguay, mientras Kelly reforzaba la completa subordinación de la ALN al peronismo y eliminaba cualquier resabio antisemita de la agrupación.
En 1971, Queraltó regresó a la Argentina e inmediatamente se vinculó al dirigente sindical Lorenzo Miguel. Con la restauración de la democracia en 1973 y el regreso de Juan Perón a la presidencia por tercera vez, Queraltó relanzó la ALN e inauguró en la Ciudad de Buenos Aires un nuevo local para el movimiento en la calle Cangallo 1251. Al mismo tiempo se anunció la reaparición de la Alianza Libertadora Nacionalista, la cual llamaba a apoyar al gobierno de Perón, incluso reeditando el semanario Alianza. La agrupación fue rebautizada como “Junta Nacional para la Reorganización de la Ex Alianza Libertadora Nacionalista”. En ella se juntaban los exmiembros de la ALN, todos ancianos, donde recordaban viejas épocas. No obstante, la influencia de la ALN en la década del 70' se vería claramente reducida ante agrupaciones como la Concentración Nacional Universitaria o los distintos grupos de extrema derecha que confluyeron en la Triple A.
Poco después del golpe de Estado de 1976 y el establecimiento de la última dictadura cívico-militar (1976-1983) Queraltó marchó una vez más al exilio en Paraguay. Con el regreso de la democracia en 1983 Queraltó volvió a la Argentina, donde murió de un cáncer el 8 de agosto de 1987, a la edad de 75 años.